# Боклер, Чарльз, 2-й герцог Сент-Олбанс
Чарльз Боклер (англ. Charles Beauclerk; 6 апреля 1696 — 27 июля 1751, Лондон, Великобритания) — английский аристократ, 2-й герцог Сент-Олбанс, 2-й граф Бёрфорд и 2-й барон Хеддингтон с 1726 года, кавалер ордена Бани и ордена Подвязки. Внук короля Карла II Стюарта. При жизни отца заседал в Палате общин, в 1727—1751 годах занимал должность лорда-лейтенанта Беркшира.

## Биография
Чарльз Боклер родился 6 апреля 1696 года. Он был старшим сыном Чарльза Боклера, 1-го герцога Сент-Олбанса (1670—1726), бастарда короля Англии Карла II Стюарта, и его жены Дианы де Вер (1679—1742), дочери и единственной наследницы Обри де Вера, 20-го графа Оксфорда. Получил образование в Итонском колледже и Новом колледже в Оксфорде, в 1716—1717 году путешествовал по Италии. Заседал в Палате общин от Бодмина (1718—1722) и Нью-Виндзора (1722—1726).
В 1726 году, после смерти отца, Чарльз Боклер унаследовал его титулы и владения, став 2-м герцогом Сент-Олбансом и членом Палаты лордов. С 1727 года он занимал должность лорда-лейтенанта Беркшира. В 1730 году герцог был назначен констеблем и губернатором Виндзорского замка; кроме того, он занимал должность лорда опочивальни. В 1725 году Боклер стал кавалером ордена Бани, в 1741 — ордена Подвязки. Он умер в Лондоне 27 июля 1751 года и был похоронен в Вестминстерском аббатстве.

## Семья
13 декабря 1722 года Чарльз Боклер женился на Люси Верден (1707—1752), старшей дочери сэра Джона Вердена, 2-го баронета. В этом браке родились двое детей:
- Джордж (1730—1786), 3-й герцог Сент-Олбанс[5];
- Диана (приблизительно 1746—1766), жена Шута Баррингтона, сына Джона Шута Баррингтона, 1-го виконта Баррингтона[6].

У герцога были две внебрачных дочери: Диана Боклерк-Леннокс (от Рене Леннокс, внебрачной дочери Чарльза Леннокса, 1-го герцога Ричмонда) и Сюзанна (от Мари-Франсуазы де Ларошфуко, дочери Казимира-Жана Шарля, лорда Фонпастура и Ше).